# 法蘭·特帕洛夫

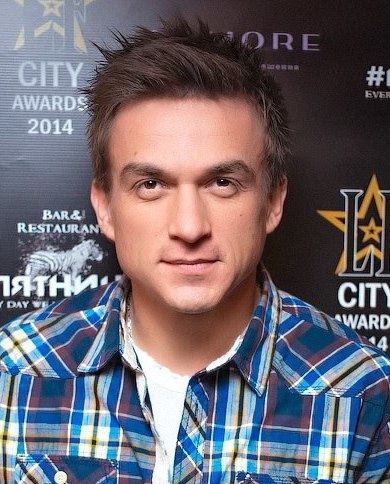
2015年的法蘭·特帕洛夫照片

法蘭·特帕洛夫（俄语：Влад Топалов）是一位俄羅斯流行音樂的男歌手，也是已解散俄羅斯男子偶像團體Smash!!的成員之一（另一位為賽奇·拉查列夫）。